# Suchopýr pochvatý
Suchopýr pochvatý (Eriophorum vaginatum) je rostlina z čeledí šáchorovité. Je charakteristickou rostlinou vrchovišť a přispívá svými vláknitě se třepícími pochvami k tvorbě rašeliny. Dlouhé okvětní chlupy všech suchopýrů zůstávají přisedlé na plodu i po dozrání a vytvářejí tak létací, případně plovací aparát k lepšímu rozšiřování semen vzduchem a vodou.

## Popis
Vytváří hustě trsnaté porosty. Lodyhy jsou přímé, 30–60 cm, dole oblé, nahoře 3hranné, v dolní polovině pochvaté a listnaté. Listy jsou vzpřímené, štětinovité, 3hranné, 1 mm široké, žlábkovité, kratší než lodyhy. Lodyžní listy mají silně nafouklé pochvy a čepel zakrnělou v blanitou čepičku, bez jazýčku. Vytváří jeden vejčitý klásek v době květu 2 až 3 cm dlouhý, složený z mnoha desítek květů, bez listenů, plevy jsou vejčitě kopinaté, dlouze zašpičatělé, jednožilné, šedé, prosvítavé, dolní pluchy tmavé, jalové, za květu dolů skloněné, P chlupy 25 mm dlouhé, bílé, prašníky 2,5–3 mm, čárkovité. Kvete od března do června. Nažky 2–3 mm, vejčité, sytě hnědé.

## Rozšíření
Suchopýr pochvatý je boreální druh rostoucí v celé Evropě, ve střední a severní části Asie a v Severní Americe. V Česku roste od pahorkatin po vysoká pohoří na celém území. Na Slovensku je výškové rozšíření podobné, ale neroste v nejvyšších částech vysokých hor. Jeho výskyt je vázaný na kyselé půdy rašelinišť a vrchovišť, na rašelinné smrčiny a rašelinné bory.

## Ohrožení a ochrana
Na Slovensku je suchopýr pochvatý z hlediska ohrožení zařazen ke zranitelným druhům, je zde také chráněn zákonem (VU/§).